# Jabaliya
Jabaliya, Jabalia o Yabalia (en árabe: جباليا) es una ciudad palestina ubicada cuatro kilómetros al norte de Gaza. La ciudad está en la Gobernación del Norte en la Franja de Gaza. Según la Oficina Central Palestina de Estadística, el municipio tenía una población de 82.877 personas a mediados del año 2006.
Cerca se encuentra el campo de refugiados homónimo, que abarca 1,4 kilómetros cuadrados y que es uno de los más densamente poblados del mundo. La primera Intifada empezó allí en diciembre de 1987, y el campamento ha sido una zona de conflicto a lo largo del conflicto árabe-israelí. También es un baluarte del movimiento islamista Hamás.

## Historia
Jabaliya era conocida por su suelo fértil y los árboles cítricos. El gobernante mameluco Alam ad-Din al-Gawli Sangar gobernó la zona en el 1300 y donó los terrenos para la mezquita Omeri alrededor de la aldea. No todas las estructuras de la antigua parte de la mezquita permanecen, excepto el pórtico y el minarete. El resto de la mezquita es de construcción moderna. El pórtico consta de tres arcos de piedra sostenido por cuatro columnas. Los arcos son ojivales y el pórtico está cubierta por bóvedas de cruce. Recientemente, un cementerio que data del período romano y bizantino y un piso de mosaico de una iglesia que data de la época bizantina fueron excavadas. El suelo está decorado con dibujos de animales silvestres, aves, plantas y árboles.
A finales de 2006 fue el escenario de una protesta masiva contra los ataques israelíes, cuando un gran número de personas que formaron un escudo humano para proteger a una casa que estaba a punto de ser demolido por las fuerzas israelíes.

## Ciudades hermanas
Jabalia está hermanada con:
- Países Bajos, Groninga[3]